# Маселшел (Монтана)
Маселшел (енгл. Musselshell) насељено је место без административног статуса у америчкој савезној држави Монтана.

## Демографија
По попису из 2010. године број становника је 60, што је 0 (0,0%) становника више него 2000. године.
| Група             | 2000.       | 2010.      |
| Белци             | 60 (100,0%) | 59 (98,3%) |
| Афроамериканци    | 0 (0,0%)    | 0 (0,0%)   |
| Азијати           | 0 (0,0%)    | 0 (0,0%)   |
| Хиспаноамериканци | 0 (0,0%)    | 0 (0,0%)   |
| Укупно            | 60          | 60         |